# Boubacar Sarr
Boubacar Sarr (ur. 20 lipca 1951 w Dakarze) – senegalski piłkarz występujący na pozycji napastnika oraz trener. Jego synem jest Mouhamadou-Naby Sarr, również piłkarz.

## Kariera klubowa
Sarr rozpoczynał karierę w 1968 roku w zespole Dial Diop SC. W 1973 roku przeszedł do francuskiego klubu SC Toulon, grającego w Division 2. W 1975 roku został zawodnikiem Olympique Marsylia z Division 1. W lidze tej zadebiutował 8 sierpnia 1975 w wygranym 3:1 meczu z Olympique Avignon, zaś 22 sierpnia 1975 w wygranym 2:1 spotkaniu z FC Metz strzelił swojego pierwszego gola w Division 1. W sezonie 1975/1976 zdobył z zespołem Puchar Francji. Kolejny sezon spędził na wypożyczeniu w AS Cannes (Division 2). Potem wrócił do Marsylii, której barwy reprezentował do 1979 roku.
Następnie odszedł do ligowego rywala, zespołu Paris Saint-Germain. W sezonach 1981/1982 oraz 1982/1983 zdobył z nim Puchar Francji. W 1983 roku wrócił do Olympique Marsylia, z którym wywalczył w sezonie 1983/1984 awans z Division 2 do Division 1. Wówczas przeszedł do FC Martigues (Division 2). W 1987 roku tam zakończył karierę.
W Division 1 rozegrał 203 spotkania i zdobył 64 bramki.

## Kariera reprezentacyjna
W 1986 roku Sarr został powołany do reprezentacji Senegalu na Puchar Narodów Afryki. Nie rozegrał jednak na nim żadnego spotkania, a Senegal odpadł z turnieju po fazie grupowej.

## Kariera trenerska
W latach 1993–1995 Sarr był selekcjonerem reprezentacji Senegalu (od 1994 prowadził ją w duecie z Julesem Bocandé). Pod wodzą tej dwójki kadra Senegalu wystąpiła na Pucharze Narodów Afryki 1994. Rozegrała na nim 3 spotkania: z Gwineą (2:1), Ghaną (0:1) i Zambią (0:1), po czym odpadła z turnieju w ćwierćfinale.